# Lagarde (Ariège)
Lagarde – miejscowość i gmina we Francji, w regionie Oksytania, w departamencie Ariège.
Według danych na rok 1990 gminę zamieszkiwały 172 osoby, a gęstość zaludnienia wynosiła 14 osób/km² (wśród 3020 gmin regionu Midi-Pireneje Lagarde plasuje się na 891. miejscu pod względem liczby ludności, natomiast pod względem powierzchni na miejscu 932.).